# خرگوشک آتشفشانی
خرگوشک آتشفشانی یا خرگوشک آذرین (نام علمی: Romerolagus diazi)، همچنین به عنوان تپورینگو یا زکاتوشه شناخته می‌شود، خرگوشک کوچکی است که در دامنه آتشفشان‌های مکزیک زندگی می‌کند. این خرگوشک دومین خرگوشک کوچک جهان است که پس از خرگوشک کوتوله در رتبه دوم قرار دارد. گوش‌های گرد کوچک، پاهای کوتاه، پیشانی بزرگ و خز کوتاه و کلفت دارد. وزن آن تقریباً ۳۹۰–۶۰۰ گرم (۰٫۸۶–۱٫۳) است پوند) و طول عمر ۷ تا ۹ سال دارد. خرگوش آتشفشانی در گروه‌های ۲ تا ۵ پستاندار در لانه‌ها (لانه‌های زیرزمینی) و باند فرودگاه‌ها در میان علف‌ها زندگی می‌کند. طول لانه‌ها می‌تواند تا ۵ متر و عمق ۴۰ سانتی‌متر است. معمولاً ۲ تا ۳ بچه در هر دسته‌توله وجود دارد که در لانه‌ها متولد می‌شوند. با این حال، در نیمه اسارت، آنها لانه ایجاد نمی‌کنند و بچه‌ها در لانه‌های ساخته‌شده در چنبره‌های علفی زاده می‌شوند.

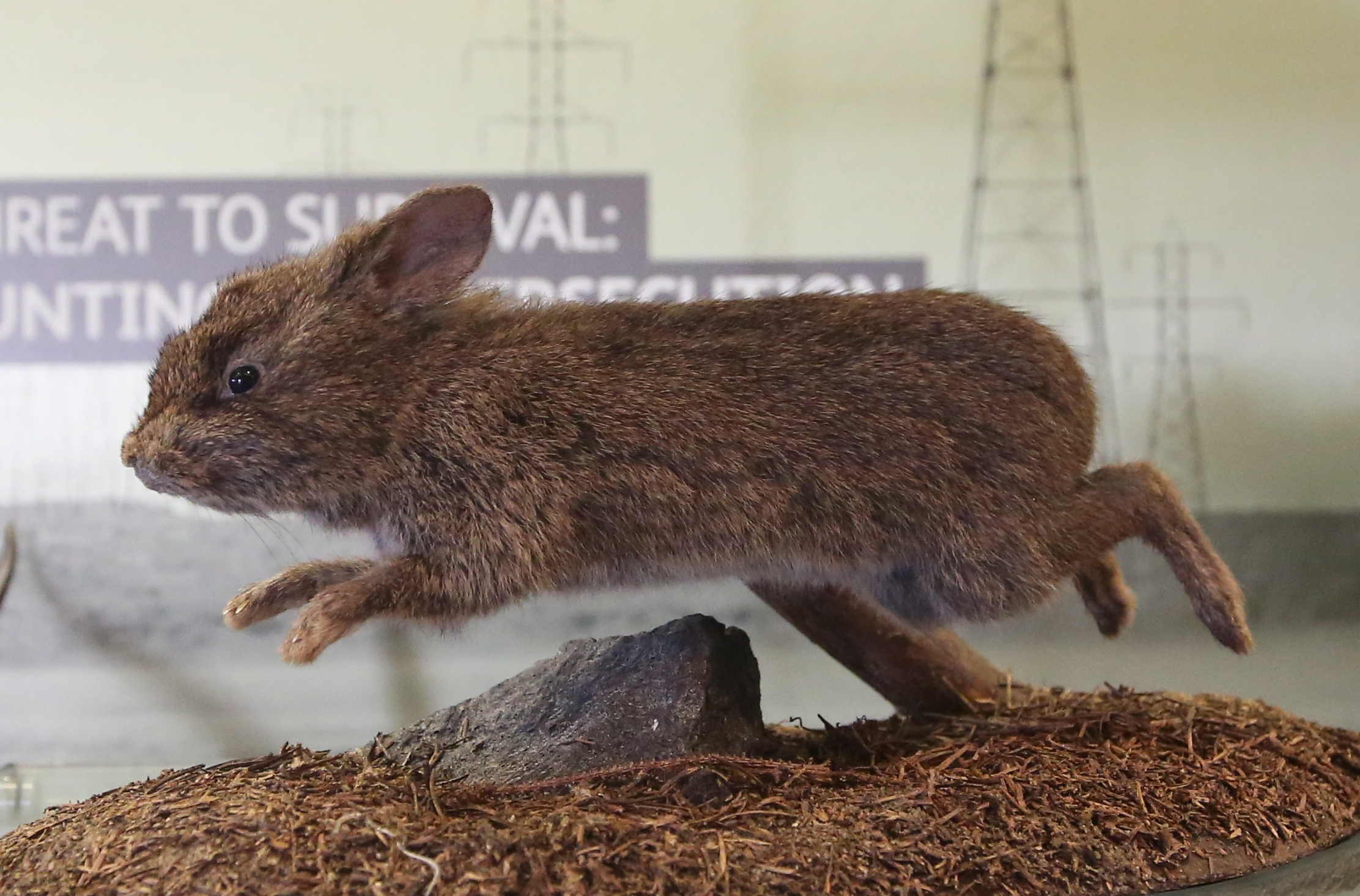
یک خرگوشک آتشفشانی تاکسیدرمی‌شده